# Osirak
Osirak (ook Osiraq of Tammuz) was een kernreactor in Irak die met Franse technologie en hulp was gebouwd en in 1981 onklaar werd gemaakt door een luchtaanval van de Israëlische luchtmacht.

## Typering en totstandkoming
Osirak was een lichtwaterreactor van Franse makelij, waarvan de naam was afgeleid van Osiris en Irak. De Irakezen zelf noemden de reactor Tammuz 1, naar de maand waarin de destijds heersende Ba'ath-partij aan de macht was gekomen. 
De installatie met een vermogen van 40 megawatt, gesitueerd 18 kilometer ten zuidoosten van Bagdad, was gebouwd in 1977 en maakte deel uit van het nucleaire onderzoekcentrum Al-Tuwaitha. De reactor werd door Irak van Frankrijk gekocht en werd onder supervisie van het Internationaal Atoomenergie Agentschap (IAEA) van splijtstof voorzien.
Voor de aankoop door Irak van de reactor samen met uiteenlopende defensieapparatuur, zoals 60 Mirage F1-gevechtsvliegtuigen, werd de toenmalige Iraakse 'sterke man' Saddam Hoessein in september 1975 feestelijk onthaald door de Franse premier Jacques Chirac in een speciaal omgebouwd dorp in de Languedoc. Zij ondertekenden toen een samenwerkingsakkoord en op 18 november van dat jaar ondertekenden beide landen in Bagdad het "Akkoord over de samenwerking inzake het vreedzaam gebruik van de kernenergie". Ook met Italië, Brazilië en Portugal sloot Irak akkoorden over de levering van nucleaire technologie.

## Verdenkingen en sabotage
Binnen het IAEA bestond verdeeldheid over de bedoelingen van het regime van Saddam Hoessein met de nucleaire installatie alsmede over de effectiviteit van het inspectieprogramma.
Hoewel Irak volhield dat Osirak voor vreedzame doeleinden werd gebouwd vreesden sommigen dat de krachtens het akkoord - waarvan de technische details geheim bleven - geleverde splijtstof gebruikt zou kunnen worden voor de productie van plutonium en daarmee voor de productie van kernwapens. Een onderzoekreactor is ongebruikelijk voor een land zonder een gevestigd kernenergieprogramma; bovendien was Irak al een grote leverancier van olie en gas en zou het geen behoefte hebben aan alternatieve energiebronnen.
Anderen wezen erop dat Irak in 1968 het Non-proliferatieverdrag tegen de verspreiding van kernwapens had ondertekend, daarmee onder internationale controle stond, en dat de 13 kilogram hoogverrijkt uranium die Frankrijk had geleverd niet voldoende zou zijn voor een kernexplosie; ook zouden er waterdichte afspraken zijn gemaakt over de teruggave van het gebruikte uranium en zou Irak geen opwerkings- of verrijkingsfaciliteiten hebben.
Met name bij Israël en Iran, landen waarmee Irak in vijandschap verkeerde, leefden grote zorgen over Osirak. In Iran circuleerde de bijnaam "Shah Iraq" voor de premier die de bouw mogelijk had gemaakt, in Israël doken "Jacques Iraq" en "Ochirac" op.
De levering van de reactor, die in Frankrijk werd gebouwd, liep vertraging op door sabotage. In de nacht van 5 op 6 april 1979 drong een commando-eenheid de constructiehal in La Seyne-sur-Mer bij Toulon binnen en blies met drie explosieven vitale reactoronderdelen op; dit had een vertraging van enkele maanden tot gevolg. De actie werd door niemand opgeëist, maar enkele bronnen hadden stellige aanwijzingen dat het ging om de Israëlische inlichtingendienst Mossad. Verder werd op 14 juni 1980 de Egyptische kernfysicus Yahia el-Meshad, beschouwd als het hoofd van het Iraakse atoomprogramma, in zijn hotelkamer vermoord. Ook hier werd weer de Mossad verdacht van verantwoordelijkheid.
Op een persconferentie op 20 juli 1980 te Bagdad kwam Saddam Hoessein, inmiddels president van Irak, met een felle aanval op de "in Europa gevoerde campagnes" tegen de uraniumleveringen van Frankrijk. Hij wees de verdenkingen van "de zionistische kringen" dat er een atoombom aan stond te komen, van de hand onder verwijzing naar het Non-proliferatieverdrag waaraan zijn land zich had verbonden. Ook Frankrijk kwam met officiële verklaringen om de kritiek te weerspreken.
In 1981 kreeg de Mossad informatie in handen van de Nederlandse tegenhangers, het Technisch Informatie Verwerkingscentrum (TIVC) en de Inlichtingendienst Buitenland (IDB), die naar verluidt cruciale aanwijzingen bevatte over de daadwerkelijke bedoeling van Osirak.

## Aanvallen tijdens Irak-Iranoorlog

### Iraanse aanval
Op 22 september 1980 brak de Irak-Iranoorlog uit. De Franse technici die in Osirak werkzaam waren besloten om het aanwezige nucleaire materiaal zo snel mogelijk over te brengen naar ondergrondse bunkers. In een televisie-interview op 26 september riep het hoofd van de Israëlische militaire inlichtingendienst, Yehoushua Saguy, Iran op om Osirak te bombarderen, wijzend op het gevaar van een Iraakse atoombom voor de Iraanse bevolking. In een interview met de krant Haaretz herhaalde hij de oproep.
Op 30 september 1980, acht dagen na het uitbreken van de oorlog werd de centrale aangevallen met F-4 Phantom II-straaljagers, waardoor de installatie beschadigd raakte. De officiële Iraakse lezing was dat het een Iraanse aanval was, maar er circuleerden ook hardnekkige geruchten dat het om een Israëlische actie ging. Beide landen bevestigden hun verantwoordelijkheid voor de aanval echter niet. Op 3 oktober noemde de Israëlische onderminister van defensie Mordechai Zipori de beschuldigingen tegen zijn land "antisemitisch". Saguy riep Iran nogmaals op Osirak te vernietigen; er waren slechts bijgebouwen vernield.
Enkele dagen eerder al waren 25 Franse technici uit Osirak geëvacueerd; de overgeblevenen werden na het bombardement naar Bagdad overgebracht en later naar Frankrijk geëvacueerd. Er bleven slechts 20 Fransen achter, echter niet nabij de reactor.
Irak was zeer ontstemd over het feit dat Westerse media melding hadden gemaakt van de aanval. Vier journalisten moesten het land dan ook verlaten.

### Israëlische aanval: Operatie Opera

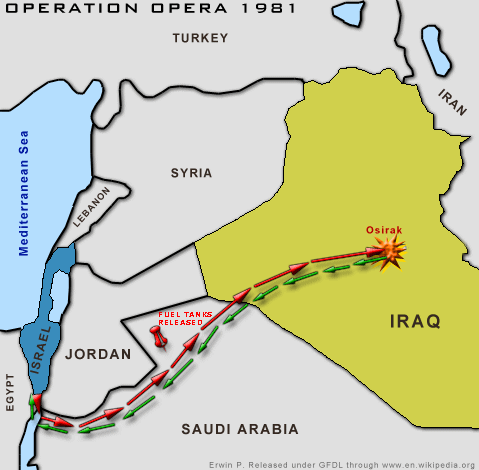
De route van Operatie Opera

Tijdens diezelfde oorlog gaven de Israëlische premier Begin en zijn inlichtingendiensten toestemming voor een operatie om het Iraakse luchtruim binnen te dringen om Osirak volledig uit te schakelen. Deze operatie vond plaats op 7 juni 1981 en kreeg de naam Operatie Opera, ook wel Operatie Babylon mee. Er was voor een zondag (daarnaast was het 1e Pinksterdag) gekozen om zo weinig mogelijk westers personeel te treffen omdat het verondersteld werd die dag vrij te hebben. Tevens was gekozen voor een bombardement vóór de reactor in bedrijf kon worden genomen om, zo luidde de verklaring, nucleaire besmetting van de omgeving en daarmee honderden burgerslachtoffers te voorkomen.
Vanaf de luchtmachtbasis Etzion in de Sinaïwoestijn stegen acht F-16 jachtbommenwerpers en zes F-15 escortevliegtuigen van de Israëlische luchtmacht (IAF) op voor een vlucht van 1100 kilometer naar de reactor via de luchtruimen van Jordanië, Saoedi-Arabië en Irak. Laat in de middag werd het doel bereikt en gebombardeerd met 16 bommen van het type Mark 84. Alle bommen troffen doel, hoewel er twee niet explodeerden volgens het operatieteam. De reactor werd uitgeschakeld; 10 Iraakse soldaten en een Franse ingenieur vonden de dood. De vliegtuigen van de Israëlische luchtmacht keerden alle veilig terug naar de basis.
Om de Saoedi's te misleiden hadden de piloten zich voorgedaan als Jordaniërs, onder meer door hun onderling radiocontact in het Arabisch te voeren. Ook hadden ze vlak boven de woestijngrond (240 meter) gevlogen om zo niet opgemerkt te worden door grondstations en door Amerikaanse AWACS-toestellen die boven Saoedisch grondgebied patrouilleerden. Een van de piloten in de operatie was Ilan Ramon, die later Israëls eerste astronaut zou worden en in februari 2003 stierf in de ramp met ruimteveer Columbia.
Begin herhaalde dat de aanval op de reactor "zuiver defensief" was. "Israël kan niet met de armen over elkaar toezien hoe drie of vier atoombommen worden gemaakt met de kracht van de bom op Hiroshima en dan maar leven bij de dag". Dat Osirak tegen Israël was gericht onderstreepte de regering door te wijzen op een verklaring in het officiële orgaan van de Ba'ath-partij na de aanval van 1980. Daarin stond dat "het Iraanse volk niets te vrezen heeft van de nucleaire reactor, omdat de reactor niet bestemd is om gebruikt te worden tegen Iran, maar tegen de zionistische vijand". Begin zei dat het bovengrondse gedeelte van de reactor aan de internationale nucleaire afspraken voldeed, maar dat er 40 meter (later corrigeerde hij dat naar 4) onder de grond een atoombunker was waarin Irak zich daaraan onttrok en waarin de bommen werden gemaakt.
Jack Straw , Brits minister van Buitenlandse Zaken (2001 - 2006), schrijft in zijn boek The English Job, Understanding Iran and why it distrusts Britain dat Israël deze aanval kon uitvoeren mede dankzij informatie van de kant van de regering van Iran.

## Politieke reacties op Israëls aanval
Veel landen veroordeelden Operatie Opera, inclusief Israëls belangrijkste bondgenoot de Verenigde Staten. Nederland, als voorzitter van de Raad van de Europese Gemeenschappen, tekende officieel protest aan. De Veiligheidsraad van de Verenigde Naties nam unaniem resolutie 487 aan waarin de aanval werd veroordeeld.

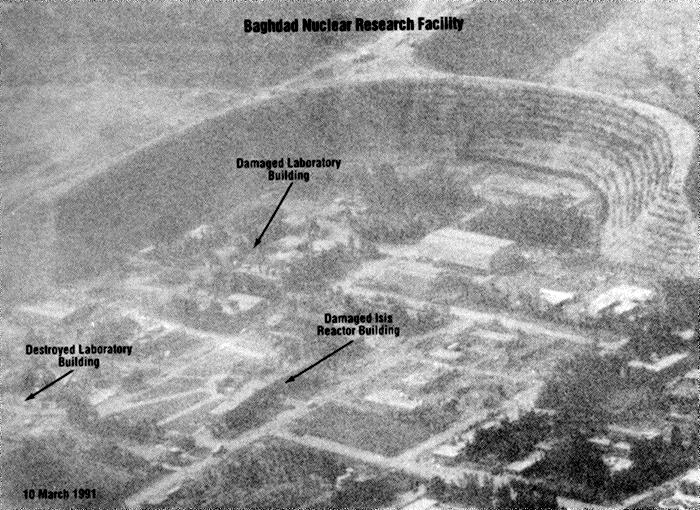
Het op de plek van Osirak gevestigde nucleair onderzoekscentrum van Baghdad in 1991, na een Amerikaans bombardement

In Israël zelf beschuldigde de (linkse) oppositie Likoed-premier Begin ervan opzettelijk kort voor de verkiezingen van dat jaar voor een dergelijk machtsvertoon te hebben gekozen om zo als een sterke leider tevoorschijn te komen voor de kiezers, terwijl hij het slecht deed in de peilingen. Begins ster bleek inderdaad gerezen en hij won de verkiezingen nipt. Zelfs binnen het Israëlische kabinet was er verdeeldheid: vijf ministers waaronder de vicepremier spraken zich tegen de aanval uit. Landbouwminister Ariel Sharon daarentegen had met aftreden gedreigd mocht de aanval níet zijn doorgegaan.
In 1991, tijdens de Golfoorlog, werden de overblijfselen van Osirak gebombardeerd door de U.S. Air Force, waarmee het compleet verwoest was. Sommige politici buiten en binnen Israël (echter niet de toenmalige oppositieleider Shimon Peres) prezen Begin tijdens de Golfoorlog alsnog voor de prestatie van 1981 die, zo werd geredeneerd, een flinke deuk had toegebracht aan Iraks streven naar de opbouw van een nucleair wapenprogramma. Anderen vonden juist dat de situatie erger was geworden omdat ze meenden dat Irak dit streven ondergronds extra voortvarend had voortgezet.
In februari 2009 kwamen parlementsleden van verschillende partijen in Irak, op initiatief van de Islamitische Daawa Partij van premier Nouri Maliki, overeen om van Israël schadevergoeding te eisen voor de vernietiging van Osirak. De afgevaardigden wilden dat Israël enkele miljarden dollar schadevergoeding betaalt voor de verwoeste reactor, "omdat de aanval de economische ontwikkeling van het land heeft afgeremd".